# Majjasa
Majjasa (arab. مياسة) – wieś w Syrii, w muhafazie Aleppo. W 2004 roku liczyła 476 mieszkańców.